# Бањо (Л'Аквила)
Бањо (итал. Bagno) је насеље у Италији у округу Л'Аквила, региону Абруцо.
Према процени из 2011. у насељу је живело 407 становника. Насеље се налази на надморској висини од 744 м.